# پرت اند ویتنی پی‌دابلیو۱۱۲۰
پرت اند ویتنی پی‌دابلیو۱۱۲۰ (به انگلیسی: Pratt & Whitney PW1120) یک موتور هواگرد ساختِ کارخانهٔ پرت اند ویتنی در کشور ایالات متحده آمریکا است .